# フォード・GT40
フォード・GT40とは、アメリカのフォード・モーターが開発した、スポーツカーである。
本稿ではGT40の試作車であるフォード・GTに関しても記述する。

## 開発の経緯
1960年代、フォードは企業イメージ向上のために、モータースポーツの分野で活躍することが有効であると結論付けた。その手段として、当時のル・マン24時間レースでは敵なしでその地位を確立していたフェラーリを買収する計画を立てた。これは最も手っ取り早い方法であったが、1963年5月にフェラーリとの交渉は決裂した。

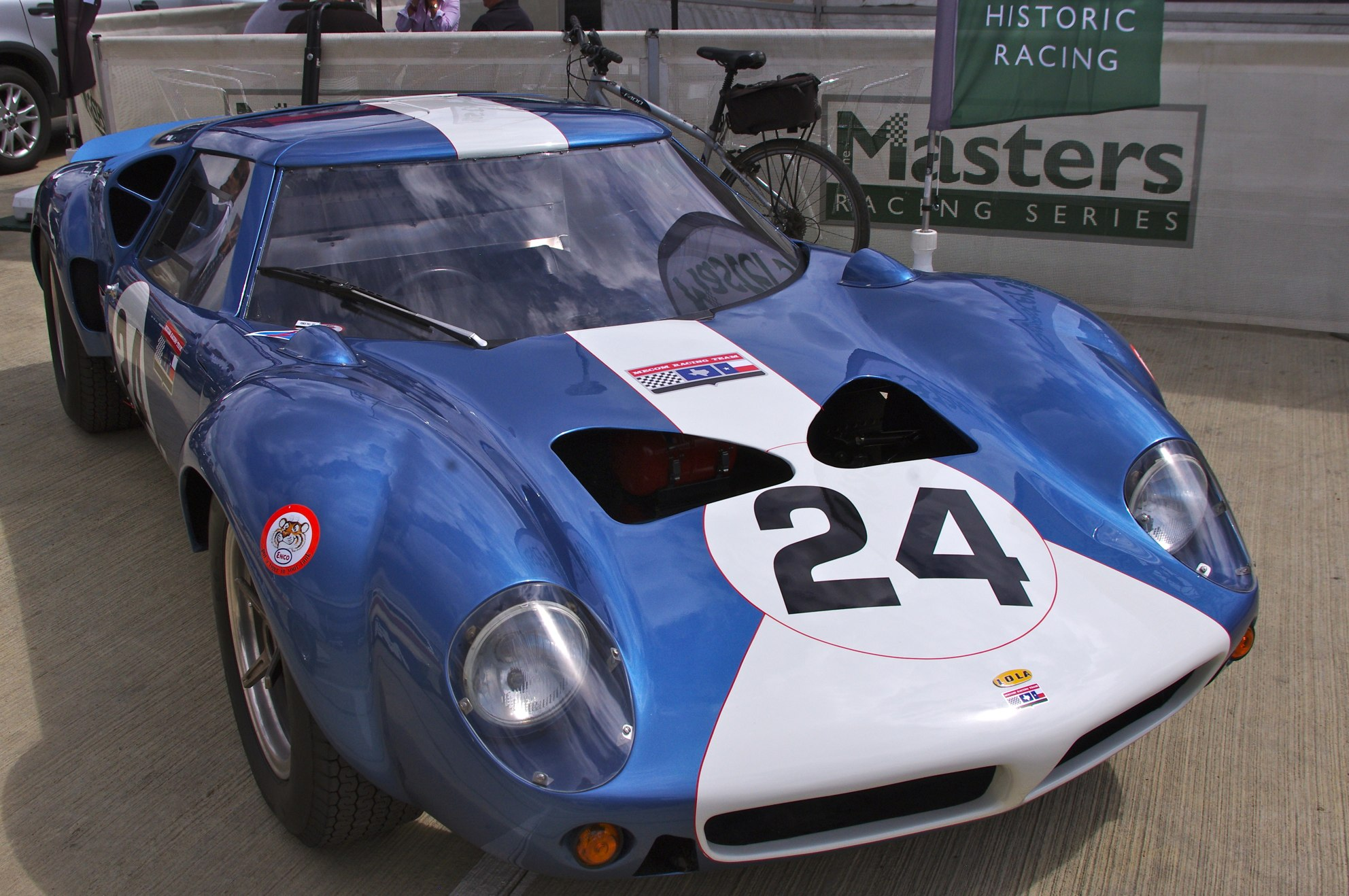
ローラ・マーク6

そこでフォードは、イギリスのコンストラクターであるローラ・カーズのエリック・ブロードレイと提携し、ローラ・マーク6（ローラ・GT）をベースとして、新たにイギリスに設立された開発拠点のフォード・アドバンスド・ビークルズ社 (FAV) と共に、新たなレーシングカーを開発する計画を立てた。これが、GT40の開発の始まりである。
初期の試作車両は単に「フォード・GT」と呼ばれており、シャーシナンバーGT-101からGT-112までの車両が製作された。量産車両であるマークIからマークVには、シャーシナンバーGT40P/1000からGT40P/1145までの番号が付けられ、マークIの車名は正式に「GT40」となった。
プロトタイプのシャーシ製作はイギリスのアビー・パネルズ社、グラスファイバーのボディパネルはスペシャライズド・モールディング社により製作された。

## レース活動
1964年にプロトタイプ車両が完成し、フォード・GTという名称で発表された。同年のニュルブルクリンク1000kmがGTのデビュー戦となったが、結果はリタイア。続いてル・マン24時間に3台が出走し、ラップレコードとル・マン初の300 km/hオーバーを記録するものの、最終的には全車リタイアに終わった。
その後はフォード・アドバンスド・ビークルズ社に代わって、シェルビー・デイトナでル・マンGTクラス優勝を経験していたシェルビー・アメリカンがレース活動を担当することになった。シェルビー・アメリカンは車両のサスペンション、ホイール、ブレーキ、冷却システムなど、多くの部分に改良を施した。一方フォード・アドバンスド・ビークルズ社は、1966年からグループ4スポーツカーとして参戦するためのホモロゲーションモデルの製作を担当することになった。
1965年の開幕戦のデイトナ2000KmではシャシーナンバーGT-103が優勝し、初勝利を挙げる。同年のル・マンには4台のワークスマシンが出走し、ラップレコードと最高速度記録を更新するものの、この年も全車リタイアに終わった。
1966年には改良型のマークIIが登場し、開幕戦の デイトナ24時間でケン・マイルズ/ロイド・ラビー組が優勝した。ル・マンでは、8台のマークIIがワークスマシンとして、5台のマークIがプライベーターとして出場し、結果は、ブルース・マクラーレン/クリス・エイモン組が優勝、さらに1 - 3位をマークIIが独占した。
1967年のル・マンには大幅に改良されたマークIVで出走し、優勝して2連覇を達成した。このシリーズ終了後、レギュレーションが大きく変更されたためにフォードはワークス活動から撤退し、マシンはプライベーターに託されることとなった。
1968年と1969年のル・マンではシャシーナンバーP/1075のGT40が優勝を果たし、GT40は4連覇を達成した。このP/1075はGT40に空力面で大きな改良を施したミラージュM1を、1968年のレギュレーション変更によって再び本来のGT40に改造し直した車である。P/1075は1968年から1969年の世界スポーツカー選手権で通算11戦6勝の活躍をした。

## バージョン

### フォード・GT(プロトタイプ)

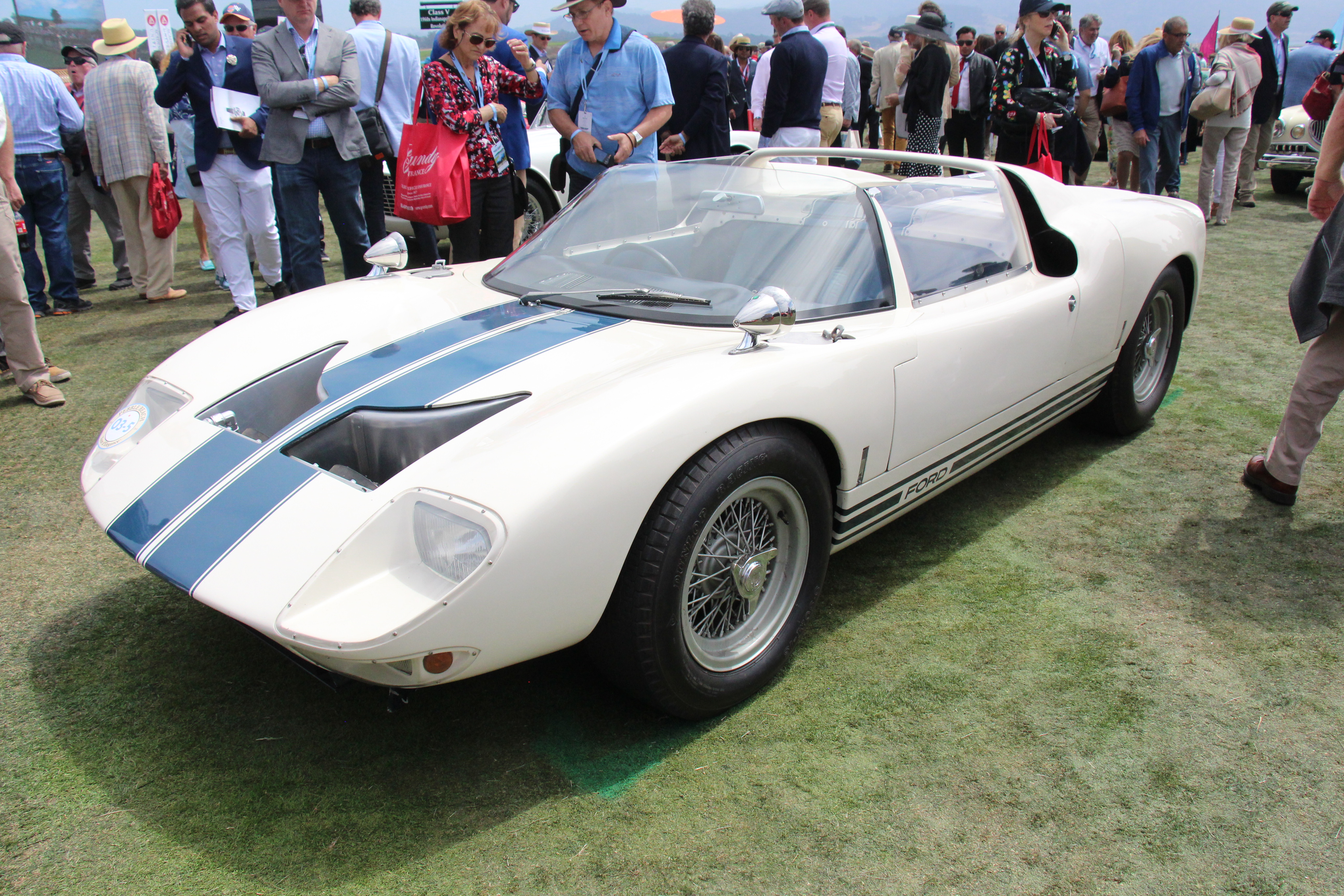
フォード・GT ロードスター

1964年にローラ・マーク6（ローラ・GT）をベースとして、シャーシナンバーGT-101からGT-112までの合計12台が製作された。そのうちの4台はロードスターとして製作された。スチール製モノコックシャーシに軽量のファイバーボディをかぶせ、プッシュロッド「インディアナポリス」GTエンジンをミッドシップに搭載。空力などの微調整を行い、最終的な性能は最高速度330 km/hというものであった。レースの予選では速さを見せ、上位グリッドを獲得したが、信頼性や操縦性に難があり、本選では故障やクラッシュを帰することが多かった。

### マークI

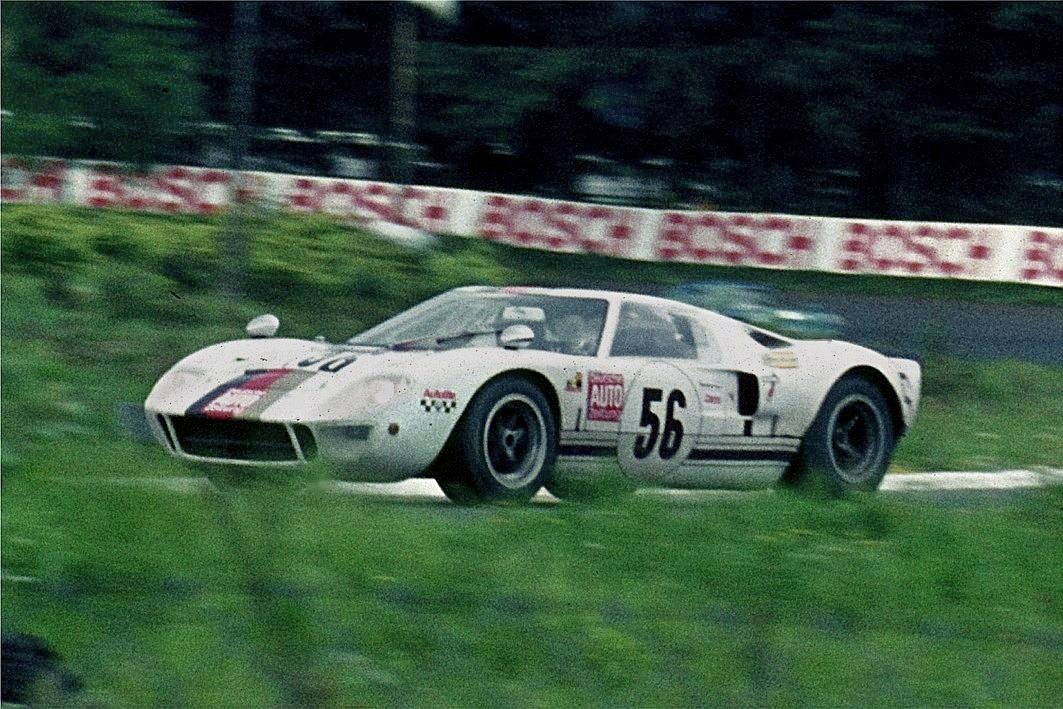
GT40 マークI 1969年　ニュルブルクリンク1000㎞レースにて

プロトタイプ製作の翌年の1965年から製作された量産モデルである。このマークIからシャーシナンバーにGT40と刻まれ、正式に車名はGT40となった。ボディ形状が改められ、エンジンはプロトタイプと同じ4.7LのV8だが出力は向上し、ZF製の5速トランスミッションを搭載している。プライベーターからの要望により、多くの車両が販売された。プロトタイプから改善が行われたが、依然として信頼性の問題は残っており、レースではリタイアが多く活躍することは少なかった。
マークIはグループ4スポーツカーとして参戦の承認を得るためのホモロゲーションモデル（FIAの認証を取得した車両）として50台が製造され、そのうち半数程度が公道走行可能なロードバージョンであった。ワイヤーホイールやカーペットなどの細かい変更以外は、レース仕様車とほぼ同一のものだった。
1966年にはイギリスのアラン・マン・レーシングにより、下記のマークIIのバックアップとしてボディとシャシーに軽合金が使用されたライトウェイト仕様が製作された。

### マークII

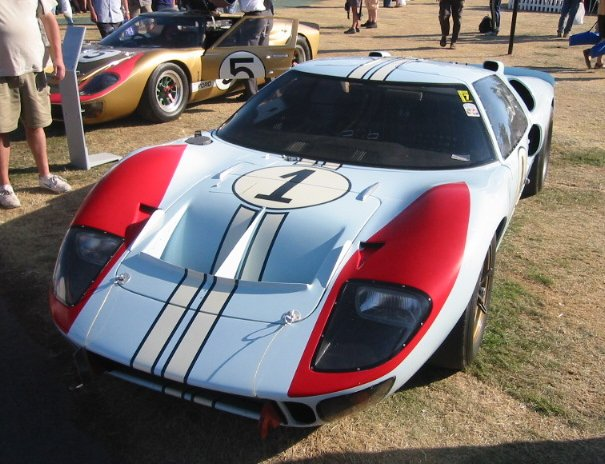
マークII シャーシナンバー GT40P/1015
1966年 デイトナ24時間 優勝車

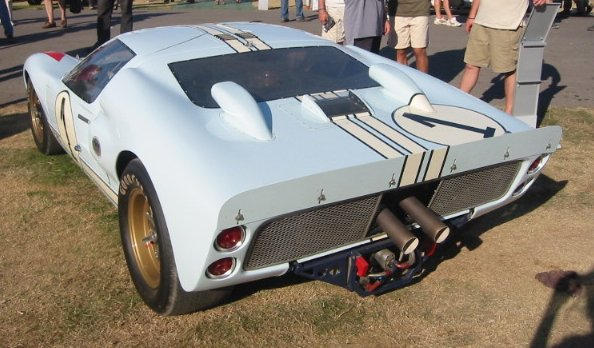
GT40P/1015 リア

1966年からマークIと並行して製作されたマークIIは、マークIのシャーシを強化して427GTエンジンへ変更し、馬力も475PSに向上した。キャブレターをウェーバー（現マニエッティ・マレリ）製からホーリー製に変更し、KarKraft製4速トランスミッションを搭載。また、ル・マンのレギュレーション変更に伴い、スペアタイヤを搭載するためのスペースを確保するため、フロントノーズのデザインが変更された。エンジンの大型化に伴い、リアカウルの形状も変更されている。レースでは市販車クラスでエントリーしていたマークIに対して、マークIIはエンジンを大幅に変更したため、プロトタイプクラスからのエントリーとなった。
1967年には改良型のマークII Bと呼ばれるモデルが登場した。主な変更点は軽合金シリンダーヘッド、キャブレターの追加、オイルタンクの配置変更、スペアタイヤの位置変更、ブレーキの冷却系の変更などである。

### マークIII

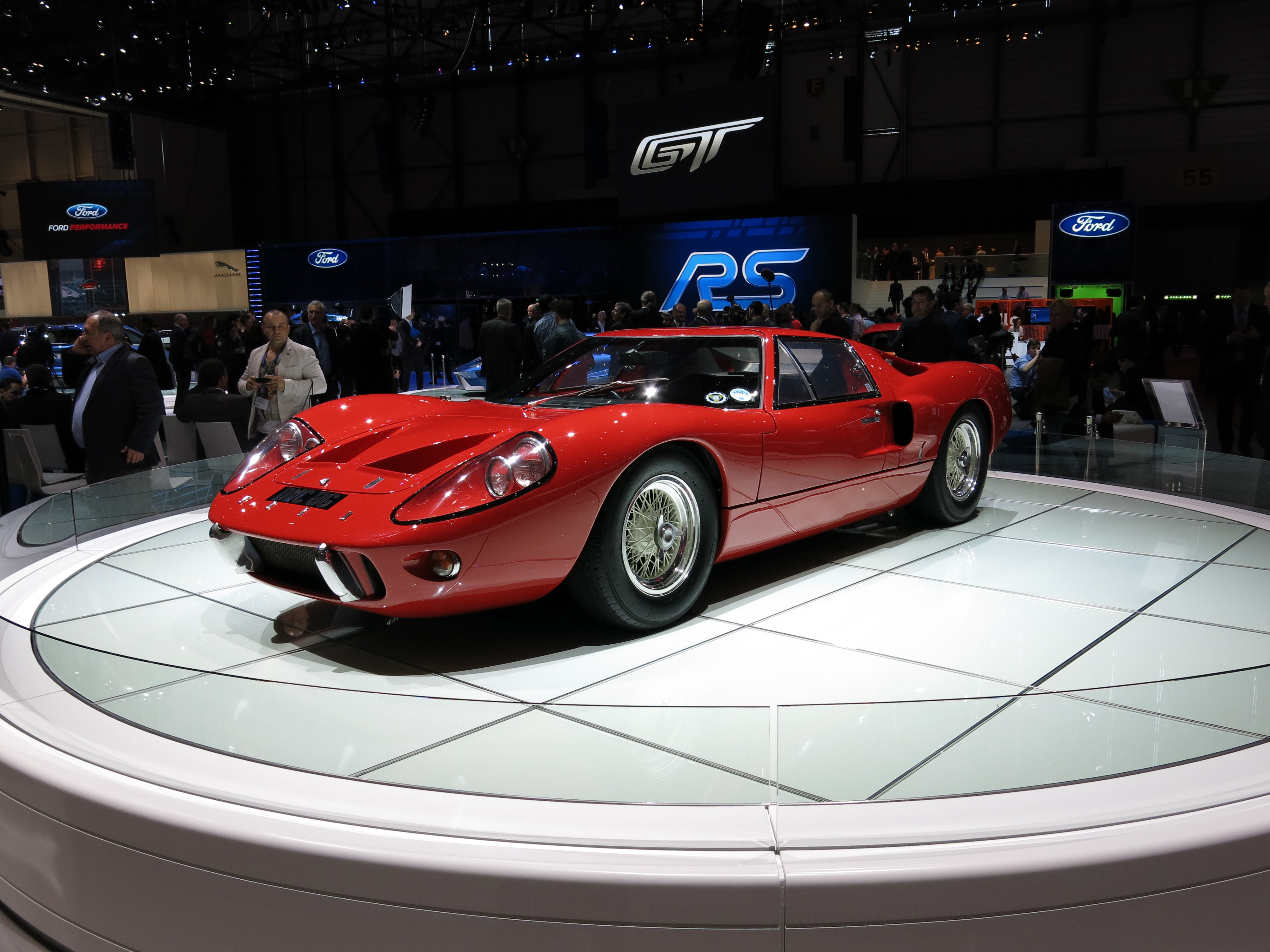
マークIII

マークIIIは完全な公道走行用車両（ロードゴーイングカー）であり、合計で7台が製作された。ヘッドライトはレース仕様車の角型から丸型に変更され、冷却機能システムも変更された。レース仕様車と同様、乗降しやすくするためにルーフは大きくえぐれており、その部分がドアとつながっている。ボディカウルはファイバー製で、フレームの前端後端を軸に大きく開閉するようになっている。ホイールは最新のレース仕様車がマグネシウムホイールであったのに対し、マークIIIでは初期のレースモデルと同様のワイヤーホイールに変更されている。サイドウィンドウ後方とボディサイドにエンジン冷却用のダクトが設けられ、Aピラーの左右付け根部分に給油口を設けているなど、レースモデルと同一の点も多く見られる。内装も変更され、ラゲッジスペース確保のためにボディサイズも延長されている。一方でエアクリーナーボックス、マフラーサイレンサーはなく、レース仕様車を意識した仕様になっている。　

### マークIV

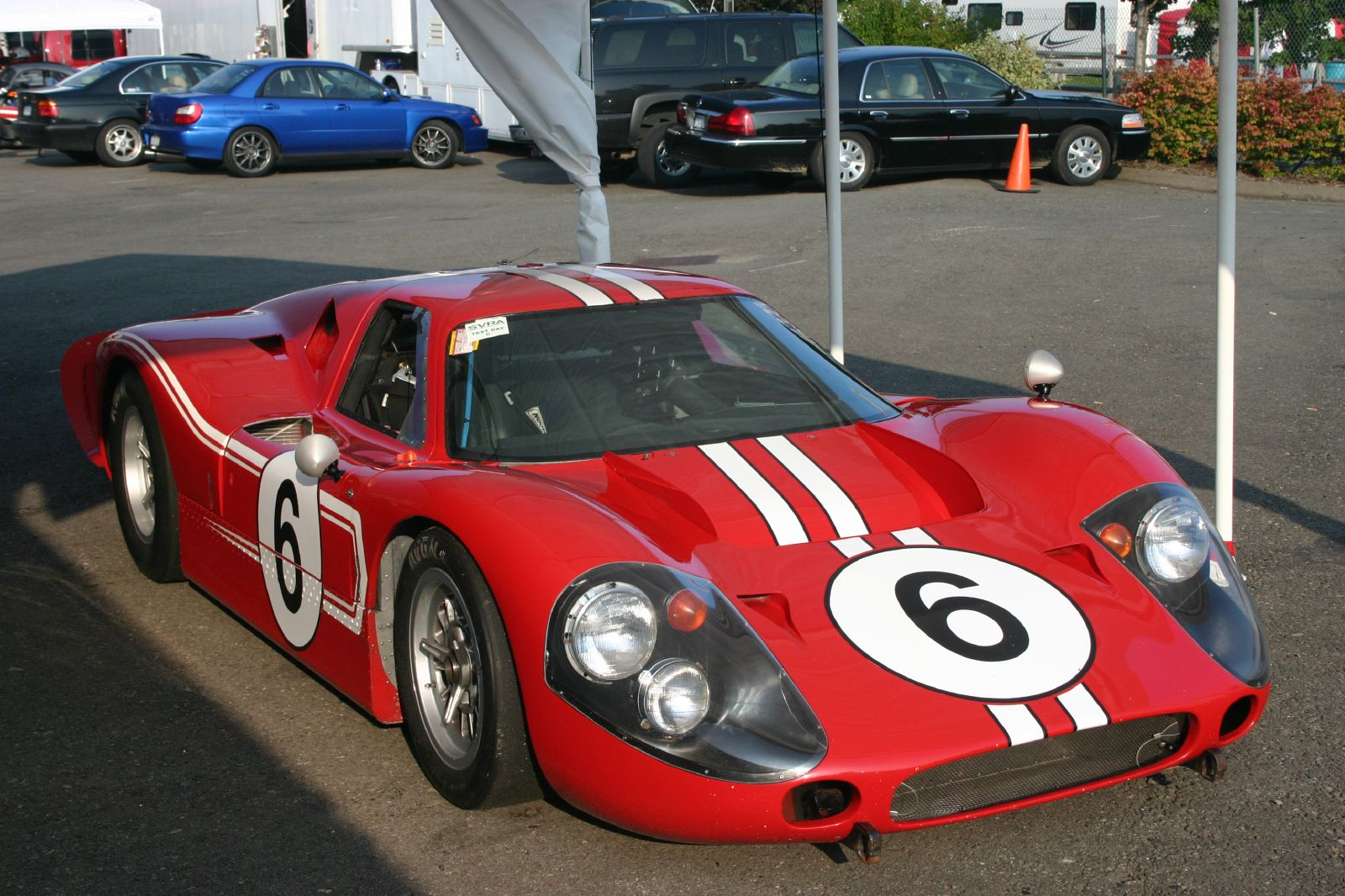
マークIV

マークIIが1966年のル・マン24時間レースでの総合優勝をなしえた後、翌年のル・マンの連覇だけを前提に開発された。従来の車両はイギリスで製作されていたが、このマシンはアメリカで製作されたものであった。
このモデルにはGT40の名は付かず、単にフォード・マークIV（もしくはフォードGT・マークIV）と呼ばれる。

## リメイク版の登場
1995年にGT40を現代の解釈でリメイクする計画が立てられ、フォード・GT90が製作された。同車は市販計画があったものの、諸事情で頓挫している。
その後、2003年1月にフォード・モーター創立100周年を記念してデトロイトモーターショーでフォード・GTを発表し、2005年に1,500台限定で販売された。2016年にはGT40のル・マン制覇50周年を記念して2代目モデルが登場し、2017年から販売された。

## 継続モデル・レプリカ
GT40には数多くのレプリカが存在し、フォード本社から正式な許可を得た"継続モデル"と呼ばれるものから、外部の企業が販売するキットカーまで多岐にわたる。
アメリカのSafir Engineering社は"GT40"の商標を取得し、フォードの正式な許可のもと、新たにGT40の生産を行った。このモデルはオリジナルのGT40を忠実に再現し、「マークV」と呼ばれる。パーツの大部分に互換性があり、シャーシナンバーもオリジナルから継続した番号が使用された。マークVは1981年から2000年までに40台が生産された。
同じくアメリカのSuperformance社はSafir Engineering社とのライセンス契約の元にGT40の継続モデルを生産している。オリジナルのGT40は右ハンドルのみだが、左ハンドルも選択が可能。2019年にはル・マンで2連覇を果たしたシャーシナンバー"P/1075"を再現した仕様が50台限定で発売された。

## 名称について
GT40の名称は、「GT」はグランツーリスモを意味し、「40」は車高が40インチ（実際には40.5インチ）であることに由来する。
本来、正式にGT40と名の付いたモデルは量産車両であるマークIのみだが、現在ではフォード社がマークI以外のモデルもGT40と呼称するなど、マークIVを除く全てのバージョンの総称としてGT40の名が使われている。
なお、GT40の名称自体はマークIの車名に正式に採用される以前から使われており、1964年のプロトタイプの活動初期の段階から、フォードは”GT40 PROJECT”という名称でレース活動を行っていた。